# ウィジャヤ
ウィジャヤ (Vijaya) は、パーリ語による古代スリランカの複数の年代記において、スリランカの最初の王とされている人物である。タミル語の文献にも見られる。紀元前483年にスリランカへ上陸しシンハラ王朝を開いたとされているが、その治世は紀元前543年から505年であろうと考えられている。ヴィジャヤに関する最も古い記録は『ディーパワンサ』および『マハーワンサ』に見られるが、その他の史料は少なく、現存の記述は史実と伝説が混ざったものと見られているため、正確な史実は未だ明確ではない。歴史学者の H. W. Codrington は「2回行われた古代スリランカ征服について、それぞれの王についての記述が混ざってウィジャヤとして伝えられている可能性がある」と述べている。